# Wacław Dworzecki
Wacław Janowicz Dworzecki, ros. Вацлав Янович Дворжецкий (ur. 21 lipca?/3 sierpnia 1910 w Kijowie, zm. 11 kwietnia 1993 w Niżnym Nowgorodzie) – radziecki aktor polskiego pochodzenia.

## Życiorys
Urodził się 21 lipca?/3 sierpnia 1910 r. w Kijowie, w rodzinie zarządcy majątku. Od dziecka chciał być aktorem, brał wówczas lekcje u Stanisławy Wysockiej, która podczas I wojny światowej grała w kijowskim teatrze. Krótko po rewolucji lutowej podjął naukę we Władimirskim Korpusie Kadetów w Kijowie, ale po zajęciu miasta przez bolszewików szkoła została zamknięta, a część jej wykładowców zamordowana. Po rewolucji październikowej rodzina zamieszkała w Kijowie, utrzymując się z pracy dorywczej. Na początku lat 1920. Dworzecki wstąpił do Komsomołu, ale szybko usunięto go z organizacji, gdy odkryto jego szlacheckie pochodzenie. Wkrótce potem został usunięty także ze szkoły za wywieranie złego wpływu na otoczenie. Przeniósł się wówczas do Czwartej Polskiej Szkoły Technicznej, a później studiował na politechnice; występował wówczas w teatrze amatorskim.
W czasie studiów założył antykomunistyczną Grupę Obrony Jednostki, w której udzielało się ośmiu młodych Polaków. Organizacja zajmowała się małym sabotażem, zrywając plakaty, wyłączając światło na spotkaniach agitacyjnych; w planie mieli także druk ulotek. Wkrótce potem pod wpływem współkonspiratora Feliksa Jaworskiego Dworzecki postanowił wyjechać do Polski. Po odmówieniu mu przez polski konsulat wizy wjazdowej i zgody na osiedlenie, za namową Jaworskiego, postanowił przedostać się do Polski przez zieloną granicę wraz z jednym z kolegów. Zaraz po jej przejściu w sierpniu 1929 r. zostali zatrzymani przez patrol Korpusu Ochrony Pogranicza i zwerbowani do pracy dla polskiego wywiadu. Ich pierwsze zadanie dotyczyło zdobycia informacji o jednostkach wojskowych w Kijowie. Wobec tego Dworzecki wrócił do Kijowa i przystąpił do wykonania zadania, ale szybko został aresztowany przez OGPU.
20 sierpnia 1930 r. wszyscy członkowie Grupy Obrony Jednostki, w tym rozpracowujący ją czterej agenci, zostali skazani na pobyt w łagrach, przy czym Dworzecki dostał 10 lat kary. Został zesłany na Wyspy Sołowieckie. Pracował przy budowie Kanału Białomorskiego i został aktorem w więziennym teatrze. W 1937 r. za dobre sprawowanie i ofiarną pracę Dworzeckiemu skrócono karę i wypuszczono na wolność, jednak zakazano mu powrotu do Kijowa i uniemożliwiono osiedlenie się w najważniejszych miastach ZSRR. Początkowo pracował dorywczo w różnych miejscach, potem próbował dostać się do teatru w Charkowie. Jednak gdy po kilku tygodniach od podjęcia tej pracy przychylnego mu naczelnika teatru aresztowało NKWD, Dworzecki zwolnił się i wyjechał do Omska, gdzie również dostał pracę w teatrze i szybko zdobył dużą popularność w tym mieście. W 1939 r. urodził się jego syn Władisław.
Pomimo że w Omsku występował na wiecach agitacyjnych, w grudniu 1941 r. ponownie został aresztowany przez NKWD pod zarzutem, iż wychwalał działania niemieckiego lotnictwa i oczerniał politykę gospodarczą ZSRR. Początkowo aktor odrzucał oskarżenia, ale po torturach przyznał się do winy i 31 marca 1942 r. został skazany na pięć lat łagru. W obozie znowu dołączył do więziennego teatru. W 1946 r. został zwolniony i wrócił do Omska. W ciągu następnych 20 lat grał w teatrach w Omsku, Saratowie i Gorkim, będąc jednym z najpopularniejszych aktorów lokalnych.
W 1968 r. rozpoczęto kręcenie filmu „Tarcza i miecz” na podstawie książki Wadima Kożewnikowa z 1965 r. Film o szpiegu, który przeniknął do Abwehry realizowano pod ścisłym patronatem szefa KGB Jurija Andropowa. Ponieważ twórcy dostali wolną rękę w wyborze aktorów, do obsady włączony został także 57-letni Dworzecki, dla którego był to ekranowy debiut – zagrał generała Lansdorfa, szefa Abwehry. Film, który obejrzało ponad 200 mln widzów, stał się dla Dworzeckiego początkiem wielkiej kariery i jednocześnie sprawił, że urwały się szykany, którym był poddawany od czasu przerwania jego pracy szpiegowskiej. W samym 1968 r. zagrał w trzech kolejnych filmach, a w ciągu następnych 25 lat – łącznie w 73.
Pod wpływem „Tarczy i miecza” był m.in. nastoletni Władimir Putin, który dzięki temu filmowi zdecydował się wstąpić do wywiadu.
W czasach reform gorbaczowowskich historią Dworzeckiego zainteresowali się dziennikarze, a on sam opublikował wspomnienia z pobytu w łagrach, chociaż zataił w nich fakt ucieczki do Polski i pracy dla polskiego wywiadu. Kilkakrotnie bezskutecznie starał się o rehabilitację i dopiero po rozpadzie ZSRR 24 lipca 1992 r. kijowski trybunał wojskowy oczyścił go z zarzutów, argumentując że przejście granicy było wynikiem prowokacji OGPU, a działania Dworzeckiego nie wyrządziły żadnej szkody.
W 1991 r. z inicjatywy Związku Filmowców otrzymał honorowy tytuł Ludowy Artysta Rosji.
Zmarł 11 kwietnia 1993 r. w Niżnym Nowgorodzie i został pochowany na cmentarzu w Niżnym Nowogrodzie.
Od 1937 roku związany z Taisą Władimirowną, para miała syna Władysława (1939–1978), w czasie II wojny światowej związał się z tancerką baletową, w tym czasie urodziła się ich córka Tatiana. W 1946 r. rozwiódł się z poprzednią żoną i w latach 1950. ożenił się z Riwą Lewite. W 1960 r. parze urodził się syn Jewgienij.